# Jenetta (Yacht)
Die Segelyacht Jenetta ist die längste je gebaute Regattayacht der 12-Meter-Klasse, die als Wrack aus dem Pitt Lake bei Vancouver in Kanada geborgen wurde und auf der Werft Robbe & Berking Classics GmbH & Co. in Flensburg als ein originalgetreuer Nachbau der historischen Yacht für eine deutsch-skandinavische Eignergemeinschaft restauriert wurde.

## Geschichte
Jenetta ist ein Entwurf des schottischen Yachtkonstrukteurs Alfred Mylne (1872–1951) aus dem Jahre 1939. Sie wurde auf der 1912 von Charles Mylne, dem Bruder von Alfred Mylne, gegründeten Werft "Bute Slip Dock" auf der Isle of Bute im Firth of Clyde in Schottland gebaut.
Die 12mR-Yacht war nach der Third International Rule, als eine Weiterentwicklung der First Rule konstruiert worden. Alfred Mylne war schon im Jahr 1906 an die Verhandlungen um die First Rule beteiligt, in der sich die europäischen Seglernationen in London auf neue Bestimmungen zum Bau von Rennjachten einigten. An der Weiterentwicklung der Formel war Mylne wie auch der Norweger Johan Anker maßgeblich beteiligt.
Die neue Third Rule Formel wahrte die Balance zwischen Freiraum und Begrenzung. Daher können sich die Jachten der Meterklassen stark unterscheiden. Die 1939 von Alfred Mylne entworfene Jenettawar mit 21,78 Metern Länge über alles die längste je gebaute 12mR-Yacht und beeindruckte durch ihre hohe Geschwindigkeit. In der kurzen Saison vor Ausbruch des Zweiten Weltkrieges segelte sie nicht nur ihrer Vorgängerin Marina davon, sondern schlug auch Vim (Yacht)|Vim, die damals als schnellste Yacht ihrer Klasse galt.
Alfred Mylne als einer der erfahrensten 12-Meter-Designer der Welt, entwarf Jenetta für den britischen Zuckerhändler Sir William Burton (1864–1942). Sie war die vierte und letzte 12-Meter-Yacht für Burton, der in den 1920er Jahren der erfolgreichste englische Gentleman-Segler war. Für seinen Freund und Geschäftspartner Sir Thomas Lipton führte er als Steuermann und höchst umstritten als Amateur die Yacht Shamrock IV als Herausforderer im America’s Cup 1920. Fast hatte er Erfolg: US-Verteidigerin Resolute schlug Shamrock IV knapp mit drei zu zwei Siegen.
Danach stieg Burton selbst in die 12mR-Klasse ein. Im Jahr 1924 orderte er seinen ersten Zwölfer mit dem Namen Noresca bei dem Norweger Johan Anker. Drei Jahre später bestellte er bei Camper & Nicholsons einen zweiten, die Iyruna. 1934 beauftragte Burton, inzwischen Präsident der „International Yacht Racing Union“ (heute: World Sailing), Alfred Mylne mit seinem dritten Zwölfer: Marina. Sie gewann fast jede Wettfahrt, zu der sie antrat. Trotzdem sollte Mylne ein neues Schiff erschaffen, das sich mit ihr messen konnte. Mylne und Burton verliehen der geplanten Nachfolgerin den Arbeitstitel Marina II, der später in den Taufnamen Jenetta geändert wurde. Nachdem er die neue Yacht in Auftrag gegeben hatte, verkaufte Burton die Marina. Zu einem Treffen der beiden Mylne-Designs kam es leider nie. In der Irischen See geriet die ältere Schwester in einem Sturm außer Kontrolle, ihre Überreste wurden an Land gespült. Jenetta als sein vierter Zwölfer war dann schneller als Marina.
Im Jahr 1939 erschienen nicht weniger als vier neue 12-Meter-Yachten auf der britischen Regattaszene, wobei die Jenetta neben der Tomahawk von Thomas Sopwith die aussichtsreichste Neukonstruktion war. Während der Regatten der Segelsaison von 1939 konnte die Jenetta als einzige Yacht die neue 12mR-Yacht VIM, eine Sparkman & Stephens-Konstruktion des US-amerikanischen Multi-Millionärs Harold S. Vanderbilt auf einem Rennen über 27 nautische Meilen (ca. 50 km) um 2 Sekunden schlagen. Die damalige Dominanz der VIM auf dem Regattakurs ist vermutlich auf Vanderbilts außergewöhnliche seglerische Fähigkeiten zurückzuführen und auf den Umstand, dass die VIM auf dem Kreuzkurs schwer zu schlagen war, da die Crew durch das Winsch-Setup in der Lage war, mit der Yacht recht schnelle Wenden zu segeln.
Nach Burtons Tod im Jahr 1942 wurde Jenetta an A.W. Steven und 1953 an die Urry-Familie in Vancouver (British Columbia, Kanada) verkauft, die sie 1957 zu einer Ketsch umbauen ließ. Als ihr Erhaltungszustand durch mangelnde Pflege in den 1960er bis 1970er Jahren allmählich abnahm, wurde sie 1976 aus dem Lloyd’s Register gestrichen. Halbherzige Restaurierungsversuche mit rostenden Eisenprofilen und Spanplatten führten nicht zu einer Besserung ihres Zustandes.

## Bergung und Wiederaufbau
Oliver Berking, Inhaber der Werft Robbe & Berking Classics hatte Jenetta über einen Tipp auf dem Pitt Lake bei Vancouver entdeckt, wo sie vor sich hin rottete. Er beschloss, das Boot zu kaufen, um es später zu restaurieren. Doch noch während er über den Kauf verhandelte, versank es am ersten Weihnachtsfeiertag des Jahres 2008 in einem Gewitter im See. Bei einem missglückten Bergungsmanöver im darauf folgenden Jahr wurde der ohnehin schon arg ramponierte Schiffsrumpf vollends zerstört.
Oliver Berking erkannte, dass höchste Eile geboten war. Im Jahr 2009 erwarb er das Wrack und ließ es 2010 so vorsichtig wie möglich heben und auf einem Ponton absetzen. Die Begutachtung ergab, dass die Planken nahezu komplett morsch waren. Er verfrachtete den Bleikiel sowie Teile der Bug- und Hecksektion und alle vorhandenen Beschläge in einem Container nach Flensburg, wo die Teile wieder zu einem segelnden Ganzen zusammengefügt werden sollten. Doch nur der Bleikiel und einige Beschläge konnten wieder verwendet werden. Holzplanken und Stahlspanten waren nicht mehr zu gebrauchen, so dass der Robbe & Berking-Werft nichts anderes übrig blieb, als die Jenetta komplett neu aufzubauen.
Fast zehn Jahre lang dekorierten Kiel und Rumpfteile der Jenetta das Werftgelände von Robbe & Berking Classics. Der Neuaufbau begann 2017 und die Werft konnte die Originalkonstruktionsunterlagen und alle Zeichnungen, die es zu diesem Schiff je gab des schottischen Yacht-Designers Alfred Mylne verwenden, da dessen Unternehmen Mylne Classic Yacht Design heute noch in Schottland existiert. So gelang es, die unwiederbringlich verlorenen Teile der Yacht Jenetta wieder aufzubauen. Für die Restaurierung benötigte man ca. 2.400 Arbeitsstunden.
Dass die 12mR-Yacht Jenetta wiedererstand, ist einer Restaurierungsregel zu verdanken, deren Auslegung mitunter zu langen Diskussionen zwischen Puristen und Pragmatikern führt. Danach handelt es sich um eine Restaurierung, wenn mindestens die Hälfte des Boots erhalten wird. Doch der Streitpunkt ist, die Hälfte wovon? Der Pragmatiker Berking nimmt für sich in Anspruch, durch die Verwendung des Originalballastkiels mehr als die Hälfte des Gewichts erhalten zu haben und somit die Regel zu erfüllen.
Der Stapellauf der restaurierten Jenetta erfolgte am 26. Mai 2019 in Flensburg. Zur Ehren von Alfred Mylne und in Erinnerung an ihre schottische Herkunft haben die Eigner den Holzrumpf mit einer Folie aus Tartan-Karo-Oberseiten, einem Schottenmuster das die University of Glasgow, Mylnes Alma Mater repräsentieren soll, bekleben lassen. Seit ihrer „Wiedergeburt“ hat sie bewiesen, dass sie so schnell ist, wie es sich Alfred Mylne ursprünglich vorgestellt hatte, auch dank modernstem Deckslayout, Beschlägen und Segelplänen.

## Konstruktion
Jenetta wurde auf der schottischen Werft Bute Slip Dock Co., Ltd. auf der Insel Bute am Firth of Clyde gebaut. Man wechselte auf der Werft vom herkömmlichen Holzbauschiffbau zur leichten und Platz sparenden Mischbauweise aus Holzplanken über Metallspanten. Diese Bauweise wurde am Clyde für Frachtschiffe eingeführt und beim Yachtbau auch für Jenetta übernommen. Für damalige Verhältnisse war sie ein Leichtbau und ein Technologieträger: ein früher Kompositbau mit einer Mischung aus Holz- und Stahlspanten.
Bei der Restaurierung oder dem Wiederaufbau auf der Werft Robbe & Berking Classics in Flensburg erhielt auch die neue Jenetta Stahlspanten zur Verstärkung – im Vor- und Achterschiff ist jeder dritte Spant aus Stahl, im Mastbereich jeder zweite. Allerdings wird dieses Mal eine nichtrostende Variante verwendet. Eine behutsame Anpassung an moderne Standards ist bei der Weft erlaubt.
Ähnlich verfahren die Bootsbauer bei den Planken. Wie das Original wird auch die restaurierte Variante aus Vollholz aufgeplankt, doch anders als vor 80 Jahren werden die Planken zusätzlich verleimt. Die höhere Festigkeit im Rumpf ist nötig, weil die modernen Materialien für Riggs und Segel viel größere Kräfte in den Rumpf eintragen als früher üblich. Die Planken aus 38 Millimeter Mahagoni werden mit Eschenspanten und Edelstahlspanten verschraubt. Der Kiel und der Steven sind ebenfalls aus Mahagoni. Alle Weger und Decksbalken wurden aus Oregon Pine hergestellt, das Deck in Teak gefertigt. Der originale Bleikiel konnte wiederverwendet werden.
Gebaut wurde der Rumpf kieloben. Zuerst wurden die Stahlspanten gebogen und aufgestellt. An diesem Grundgerüst befestigten die Bootsbauer Hilfsplanken. Diese boten die Form, in der sie dann die Holzspanten aus mehreren Schichten verleimten. Auch diese Methode ist eine vorsichtige Modernisierung gegenüber früheren Zeiten, als die Holzspanten gebaut oder eingebogen wurden. Allerdings gibt es auch bei Jenetta Bauteile, die gedämpft und gebogen wurden. Im Achterschiff verdrehen sich die Planken so sehr, dass die Bootsbauer sie gedämpft und verleimt haben, damit sie die Drehung mitmachen.

## Regatta-Ergebnisse nach 2019
- Dritter Platz der 12mR-Klasse beim Robbe & Berking Sterling Cup 2019 auf der Flensburger Förde.[8]
- Dritter Platz der 12mR-Klasse beim Robbe & Berking Sterling Cup 2020 auf der Flensburger Förde.[9]
- Vierter Platz bei der Weltmeisterschaft 2021 der 12mR-Klasse (Klassik-Wertung) in Helsinki.[10]